# Eutrema parvulum
Eutrema parvulum là một loài thực vật có hoa trong họ Cải. Loài này được (Schrenk) Al-Shehbaz & Warwick mô tả khoa học đầu tiên năm 2005.